# 三韓
三韓（さんかん）は、紀元前2世紀末から4世紀頃にかけて存在したとされる朝鮮半島の南の3つの部族連合で、馬韓、辰韓、弁韓を指す。三韓は韓半島中南部地域を馬韓·鎭韓·辺韓の3つの圏域に区分し、一つの歴史的単位として使用した名称である。時期は大体紀元前2世紀から西暦3世紀までで、馬韓が百済に、辰韓が新羅に、弁韓が伽耶に代替される以前。しかし、6世紀以降からはその三韓の実体と異なる後代の歴史認識が展開される。すなわち、三韓は韓半島中南部地域に対する歴史ではなく、遼河の東側と韓半島地域全体の歴史として認識された。そして自然に三韓が高句麗・百済・新羅の三国を指す用語として使われたりもした。三韓という名称が遼河の東側の東夷地域を指す用語として使われるようになった理由は、箕子朝鮮と連結して三韓を理解したためである。 三韓はすなわち箕子の末裔であり箕子の遺風が伝わるところだと認識したため、遼東および韓半島地域を三韓と呼ぶようになった。一方、古代日本でも8世紀初めから韓半島地域またはその地域にあった三国を三韓と呼んだことが確認される。このように三韓という名称は歴史性とともに古代東アジア世界で韓半島地域を指す用語として広く使われた普遍性を持っていた。 新羅は三韓という名称が持っているこのような特性に基づき、自分たちの統一を三韓の統一と言ったのであり、自分たちがその地域の統一された国であることを強調した。

## 概要
7世紀頃からは 高句麗・百済・新羅三国を指す名称として意味が拡張して使われた。「三韓」という名称は、新羅が朝鮮半島を統一した後、中国では高句麗、新羅、百済の三国を三韓と呼んだ例がある。
三韓という言葉は中国の史書『後漢書』に初めて登場した。三韓の正確な位置については議論がある。時代に伴って南北の境界線も絶えず変化してきた。後漢書では、韓三国の領土がすべて辰国であると記している。 
『魏略』には、「《魏略》曰：初，右渠未破時，朝鮮相曆谿卿以諫右渠不用，東之辰國，時民隨出居者二千餘戶，亦與朝鮮貢蕃不相往來。（→衛満の孫の右渠王が漢武帝の侵略を受ける前に、朝鮮相と歴谿卿は右渠王を諌めたが用いられず、東側にある辰国に亡命したが、その時民のうちで隨う者が2,000余戸もあったという。その後、衛氏朝鮮との関係を絶った。）」と記している。
紀元前221年、秦の始皇帝によって中国に異変が起こると、燕、斉、趙などの多くの国の民が朝鮮に避難し、そこで定着する。

## 馬韓
「慕韓」ともいう。馬韓は半島西部に位置し、52カ国に分かれていた。ほぼ後の百済、現在の忠清北道・忠清南道に相当する。言語は辰韓や弁韓とは異なっていた。
1145年に成立した朝鮮史書『三国史記』は、百済が建国してまもない紀元前6年、ほぼ今の錦江が百済と馬韓の国境だったが、9年、百済は馬韓を滅ぼしてその全領土を併合した、とする。
313年、高句麗によって帯方郡が滅亡すると百済は強大化し、馬韓の北部から現京畿道にかけての地域を支配して漢城に都をおき、はじめて百済王余句が中国に朝貢した。
後漢書では、韓三国の領土がすべて辰国であると記している。

## 辰韓
辰韓は古の辰国である。「秦韓」とも書かれ、秦からの移民ともいわれる。12カ国に分かれていた。現在の慶尚道及び江原道南部の地域である。言語は馬韓と異なり弁韓と類同し、中国語とも類似していた。辰韓の12カ国は辰王に属していたが、辰王は馬韓人であった。後漢書では、韓三国の領土がすべて辰国であると記している。

## 弁韓
12カ国に分かれていてそれぞれ王がいた。大雑把にのちの任那、現在の全羅南道の東部から慶尚南道の西部である。後漢書では、韓三国の領土がすべて辰国であると記している。

## 備考
- 三韓の国内は諸小国に分立していたが、それぞれの諸小国には首長がおり、大きな首長を臣智といい、それに次ぐものを邑借と呼んだが、臣智とは「臣たるもの」の謂であり、中国皇帝に対する臣下のことであり、それを諸小国の首長の立場から表現したものである[5]。
- 南北朝時代から唐にかけての中国では、百済、新羅、高句麗の三国を三韓と呼ぶ例があり[2]、朝鮮半島でも統一新羅時代から李氏朝鮮時代まで三国を三韓と見て、自国を三韓と呼んだ。
- 現在のような三韓論を主張したのは韓百謙が最初であり、実学者たちによって定立された。